# Гипоталамус
Гипотала́мус (лат. hypothalamus, от др.-греч. ὑπό ‘под’ и θάλαμος ‘комната, камера, отсек, таламус’) — небольшая область в промежуточном мозге, включающая в себя большое число групп клеток (свыше 30 ядер), которые регулируют нейроэндокринную деятельность мозга и гомеостаз организма. Гипоталамус связан нервными путями практически со всеми отделами центральной нервной системы, включая кору, гиппокамп, миндалину, мозжечок, ствол мозга и спинной мозг. Вместе с гипофизом гипоталамус образует гипоталамо-гипофизарную систему, в которой гипоталамус управляет выделением гормонов гипофиза и является центральным связующим звеном между нервной и эндокринной системами. Он выделяет гормоны и нейропептиды и регулирует такие функции, как ощущение голода и жажды, терморегуляция организма, половое поведение, сон и бодрствование (циркадные ритмы). Исследования последних лет показывают, что гипоталамус играет важную роль и в регуляции высших функций, таких как память и эмоциональное состояние, и тем самым участвует в формировании различных аспектов поведения.

## Строение
Гипоталамус является частью промежуточного мозга. Он образует основание и стенки нижней части третьего желудочка. Название своё он получил от греч. гипо- (под, внизу) и таламос (чертог, спальня), так как он располагается под таламусом. Гипоталамус отделён от таламуса гипоталамической бороздой (лат. sulcus hypothalamicus). Анатомические границы гипоталамуса определены недостаточно чётко, что связано с тем, что некоторые группы клеток заходят в соседние области, а также с некоторой неопределённостью в терминологии. Считается, что спереди (рострально) гипоталамус ограничен терминальной пластинкой (лат. lamina terminalis), а его задняя (каудальная) граница — воображаемая линия от задней комиссуры (лат. commissura posterior) до каудальной поверхности сосцевидных тел. Дорсолатерально гипоталамус доходит до медиального края мозолистого тела.
В нижней части гипоталамуса выделяются такие структуры, как сосцевидные тела (лат. corpus mamillare), серый бугор (лат. tuber cinereum) и воронка (лат. infundibulum). Воронка отходит от серого бугра, средняя часть воронки приподнята и называется срединным возвышением (лат. eminentia mediana), которое в некоторых классификациях относят к серому бугру, а в некоторых — к нейрогипофизу. Срединное возвышение содержит кровеносные сосуды, переносящие выделяемые гипоталамусом вещества в гипофиз. Нижняя часть воронки переходит в ножку гипофиза.

## Ядра гипоталамуса
Ядра гипоталамуса — это анатомически выделенные группы нейронов, выполняющие специализированные функции. Всего в гипоталамусе насчитывается до 40-ка ядер, большинство из которых парные (по одному ядру по обеим сторонам третьего желудочка). Для удобства классификации местоположения ядер в гипоталамусе выделяются три зоны: перивентрикулярная (околожелудочковая), медиальная и латеральная в направлении от третьего желудочка (латерально), а также три или четыре области: преоптическая, передняя, область серого бугра и область сосцевидных тел в направлении от перекрёста зрительного нерва к ножкам среднего мозга (дорсально), всего 12 отделов. Часто преоптическую и переднюю области считают единой областью и называют также хиазматической областью. Позади латеральной части преоптической области расположена латеральная область гипоталамуса (LHA), в которой проходит медиальный пучок переднего мозга и находятся диффузные (то есть не группируемые в ядра) нейроны.
В группу ядер гипоталамуса хиазматической области включают переднее гипоталамическое ядро, супраоптическое, паравентрикулярное и супрахиазматическое ядра, а также несколько ядер преоптической области, часть из которых обладает выраженным половым диморфизмом, в частности, половодиморфное ядро преоптической области (SDN-POA). В околожелудочковой зоне преоптической области находится перивентрикулярное ядро. В начале 2000-х годов было установлено, что вентролатеральное ядро преоптической области (VLPO) играет важную роль в регуляции сна.
В области серого бугра находятся вентромедиальное, дорсомедиальное и аркуатное (дугообразное) ядра, а также крупное латеральное серобугорное ядро, которое отчётливо выражено только у человека и высших приматов, и туберомамиллярный комплекс, который заходит в область сосцевидных тел и подразделяется на несколько отдельных ядер.
Субталамическое ядро — это структура, которая в ходе развития гипоталамуса мигрирует в позицию выше ножек мозга. Между субталамическим ядром и вентральным таламусом расположена неопределённая зона (лат. zona incerta). Эти структуры анатомически могут относить к субталамусу.
Область сосцевидных тел включает в себя крупное латеральное мамиллярное ядро и заметно меньшее по размеру медиальное мамиллярное ядро.

## Функции
Жизнедеятельность организма возможна при поддержании важных жизненных параметров, таких как температура тела, кислотно-щелочной баланс, энергетический баланс и т. д., в небольшом диапазоне около своих оптимальных физиологических значений. Способность организма сохранять постоянство внутренней среды даже при больших изменениях внешних условий обеспечивает выживаемость организма и вида в целом и называется гомеостазом. Гипоталамус регулирует функции автономной нервной системы и эндокринной системы, необходимые для поддержания гомеостаза, за исключением автоматических дыхательных движений, ритма сердца и кровяного давления. Гипоталамус также участвует в организации поведения, которое требуется для выживания организма и популяции в целом в ответ на изменение внутренней среды организма в различных условиях внешней среды, и связан с такими функциями, как память, эмоции, пищедобывательное поведение, размножение, забота о потомстве и пр.
Гипоталамус получает информацию о химическом составе и температуре крови и спинномозговой жидкости напрямую благодаря тому, что гематоэнцефалический барьер в области гипоталамуса проницаем, а перивентрикулярная зона непосредственно контактирует с третьим желудочком. Гипоталамус также интегрирует сигналы от различных участков мозга и органов чувств. Различные центры и системы нейронов в гипоталамусе отвечают за реакции автономной нервной системы, нейроэндокринную деятельность и поведенческие реакции, обеспечивающие гомеостаз.
Управление автономными реакциями осуществляется посредством связей гипоталамуса с центрами, расположенными в продолговатом мозге, мосте и среднем мозге.
Гипоталамус управляет деятельностью эндокринной системы человека благодаря тому, что его нейроны способны выделять нейроэндокринные трансмиттеры (либерины и статины), стимулирующие или угнетающие выработку гормонов гипофизом. Иными словами, гипоталамус, масса которого не превышает 5 % мозга, является центром регуляции эндокринных функций, он объединяет нервные и эндокринные регуляторные механизмы в общую нейроэндокринную систему. Гипоталамус образует с гипофизом единый функциональный комплекс, в котором первый играет регулирующую, второй — эффекторную роль.